# Deflusso
Per deflusso si intende propriamente il movimento di un fluido verso l'esterno di un sistema. Si usa il termine anche in senso figurato (deflusso del traffico, deflusso degli spettatori da un teatro ecc.).

## Termodinamica
In termodinamica si studiano le trasformazioni che traggono origine dall'aspirazione e successivo deflusso di gas; ad esempio, il ciclo di Brayton-Joule costituisce il riferimento ideale per il funzionamento delle turbine a gas.

## Idrologia
In idrologia si fa riferimento al volume d'acqua raccolto da un bacino idrografico e che defluisce all'esterno in due modi:
- deflusso superficiale: avviene per scorrimento libero sulla superficie del suolo o nell'alveo di un corso d'acqua;
- deflusso sotterraneo: avviene per infiltrazione e per movimento attraverso una falda acquifera.

Il deflusso è studiato per molteplici scopi, ma principalmente per la progettazione di opere idrauliche finalizzate a prevenire i fenomeni di dissesto idrogeologico, di ristagno idrico e per lo smaltimento delle acque reflue degli insediamenti civili e industriali.
Il principale parametro usato nei calcoli idraulici è il coefficiente di deflusso che, riferito ai bacini idrografici, esprime il rapporto quantitativo fra il deflusso e l'afflusso in un determinato intervallo di tempo.